# André Blondel
Pour les articles homonymes, voir Blondel et André Blondel (homonymie).
André Eugène Blondel, né à Chaumont (Haute-Marne) le 28 août 1863 et mort le 15 novembre 1938 dans le 7e arrondissement de Paris, est un ingénieur français. Il est cousin germain du philosophe Maurice Blondel.

## Biographie

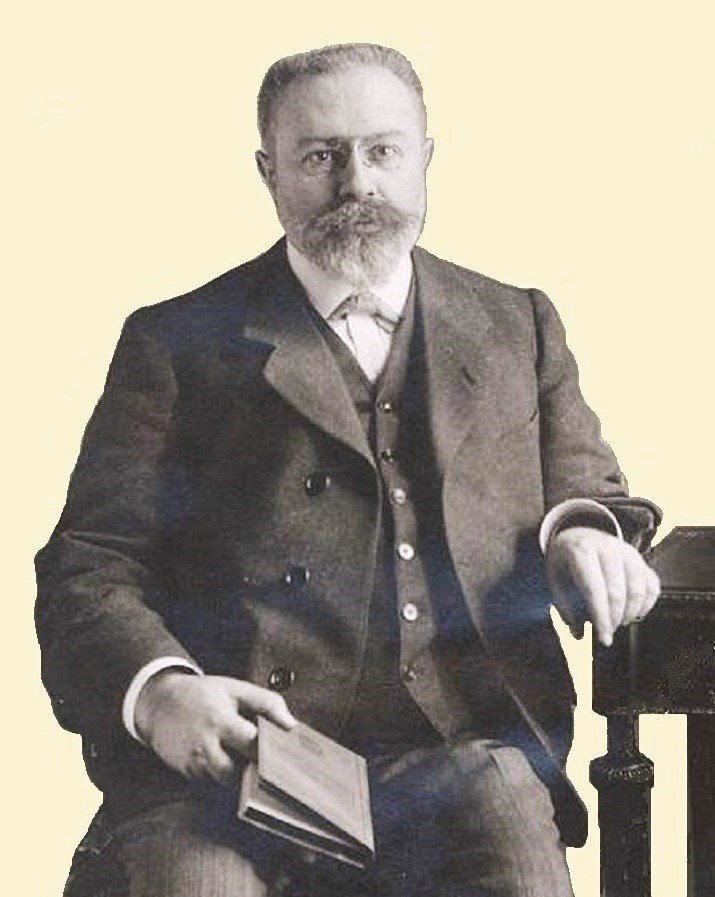
André Blondel (1863-1938).

André Blondel est le fils unique d'Hippolyte Blondel (1823-1918) et de Noémie Mielle (1839-1873), mariés en 1861 à Charolles. Il n'a pas dix ans lorsqu'il perd sa mère, en mai 1873. En 1883 son père, Hippolyte, alors conseiller à la cour d'appel de Dijon, est frappé par les mesures d'exclusion prononcées à la faveur de la suspension provisoire de l'inamovibilité des juges (loi du 30 août 1883) et admis de façon anticipée à faire valoir ses droits à la retraite.
Il est décédé le 15 novembre 1938 en son domicile, 41 avenue de La Bourdonnais à Paris.

## Carrière
Élève de l'École polytechnique de 1883 à 1885, André Blondel sort major de l'École des ponts et chaussées en 1888. Parallèlement, il obtient les licences de sciences mathématiques et physiques respectivement en 1885 et 1889. Il est d'abord pendant un an attaché au secrétariat du Conseil général des ponts et chaussées avant d'être, le 1er octobre 1889, attaché au Service central des Phares et balises. Ingénieur en chef de 2e classe en 1908, puis de 1re classe en 1912, il restera au Service des Phares jusqu'à sa retraite en 1927.
Il est, pendant l'année 1892-1893, professeur suppléant d'électricité appliquée à l'École des Mines puis crée en 1893 le cours d'électricité appliquée à l'École des Ponts et chaussées. De 1915 à 1918, il préside la commission technique des applications militaires de l'électricité.

## Liste des œuvres/principales publications
- La traction électrique sur voies ferrées, Tome 1, Baudry et Cie (Paris), 1898, [lire en ligne].
- La traction électrique sur voies ferrées, Tome 2, Baudry et Cie (Paris), 1898, [lire en ligne].
- « Sur les phénomènes de l'arc chantant », Journal de Physique Théorique et Appliquée 5,‎ 1906, p. 77-97 (DOI 10.1051/jphystap:01906005007700)[9].
- « Sur les systèmes à oscillations persistantes, et en particulier sur les oscillations entretenues par auto-amorage », Journal de Physique Théorique et Appliquée, vol. (5e série) IX,‎ avril 1919, p. 117-151 et 153-161.

## Travaux

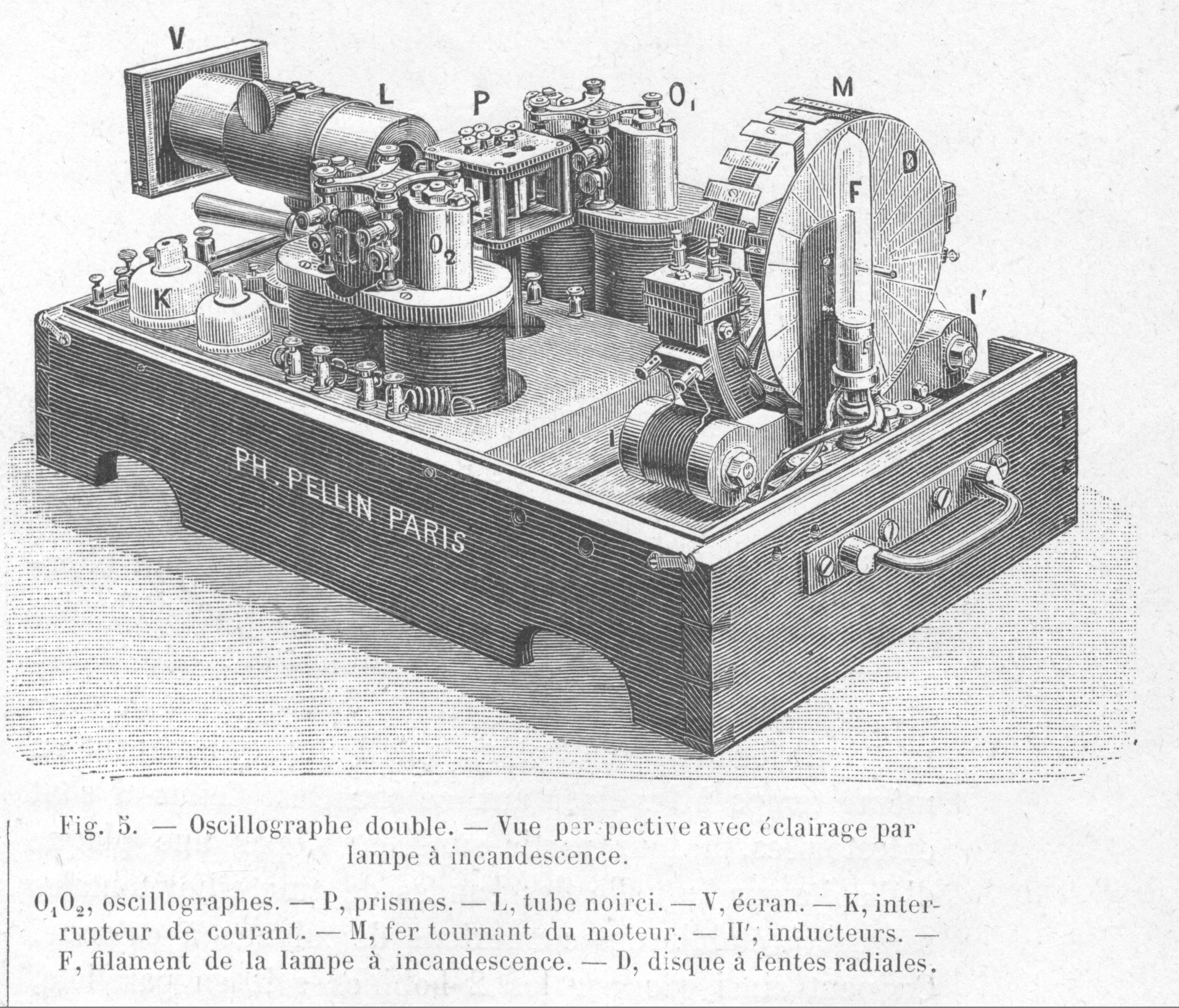
Oscillographe double Pellin-Blondel (1899).

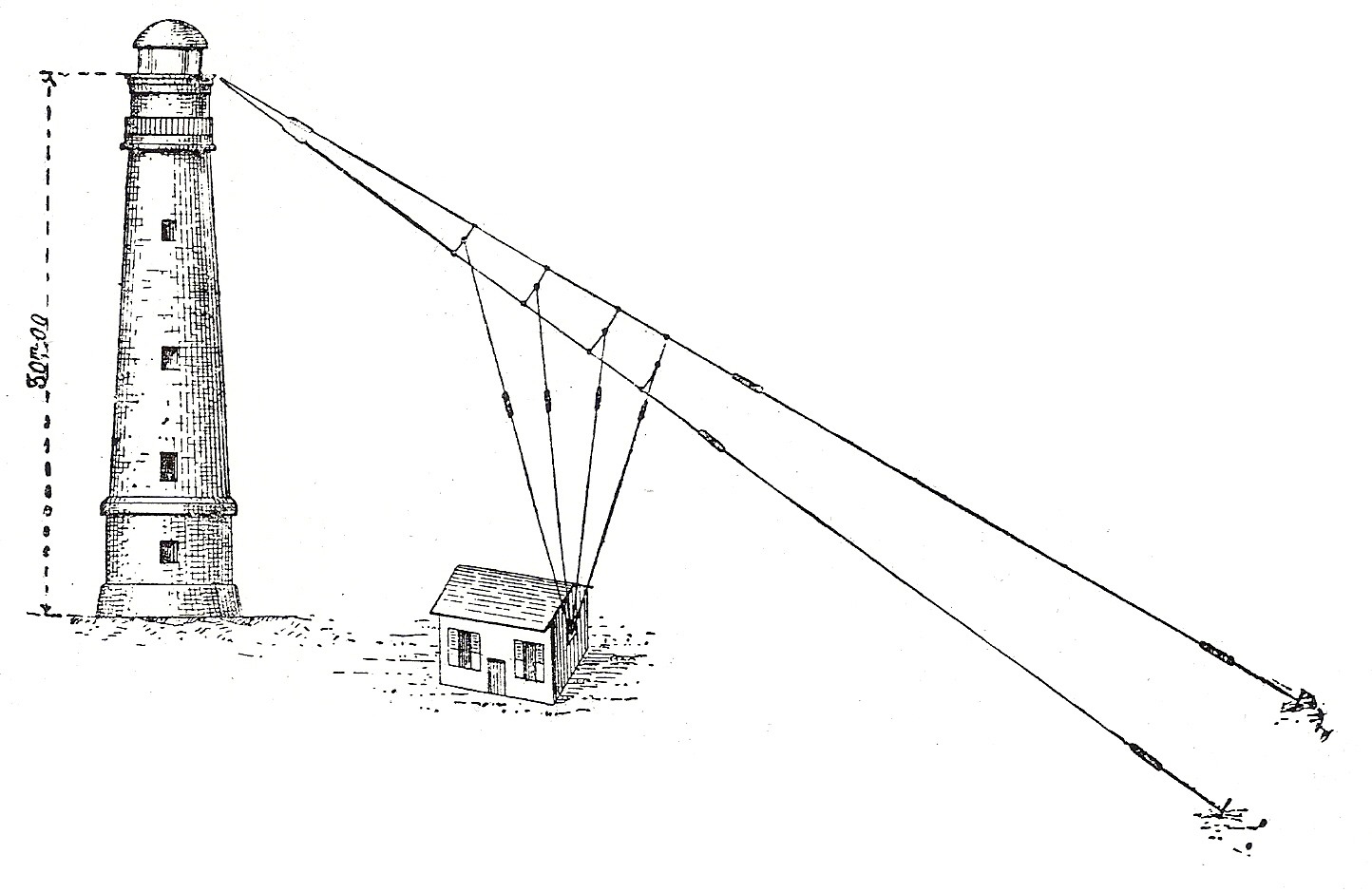
Radiophare de l'île de Sein (1911).

### Électrotechnique
- Dès 1893, Blondel invente l'oscillographe bifilaire[10],[11],[12], appareil permettant l'étude graphique des courants alternatifs et notamment l'« arc chantant » utilisé dans l'éclairage public. Il invente également un hystérésimètre et un wattmètre.
- Le premier, il explique mathématiquement l'effet de l'inertie dans la mise en marche des alternateurs. Il est l'auteur de travaux sur les moteurs asynchrones, la traction électrique et la goniométrie sonore. Il est l'un des pionniers du transport de l'énergie électrique à grande distance et à très haute tension. Avec le concours d'Émile Harlé et de Mahl, il propose l'établissement d'une très importante usine hydroélectrique à Génissiat.

### Radioélectricité
- De 1897 à 1905, il étudie la physique de l'arc électrique (dit arc chantant) et met en évidence le phénomène d'oscillations discontinues ; en analysant la stabilité du régime oscillatoire de ce système, il introduit la notion de caractéristique d'oscillation qui consiste à représenter son évolution dans un plan de phase et la notion d'« ondes auto-entretenues »[13].
- Lors de la première guerre mondiale, le service de Radiotélégraphie militaire dirigé par le colonel Gustave Ferrié, camarade de promotion de Blondel, étudie la lampe à trois électrodes qui équipera les postes de radio de l'armée française et des forces alliées ; Blondel transpose ses travaux sur l'arc chantant publiés en 1906[14] à l'étude de la télégraphie sans fil (TSF) et aux émetteurs à  arc chantant[13].
- Sur les côtes françaises, les quatre premiers radio-phares créés par André Blondel reçoivent leurs indicatifs radios en juin 1911, et travaillaient entre les longueurs d'onde 80 à 150 mètres. Ces quatre premiers radio-phares automatiques balisaient l'entrée du port de Brest : le radio-phare de l'île de Sein avait l'indicatif radio S •••, sur l'île d’Ouessant le phare du Stiff avait l'indicatif radio O ---, ces deux radio-phares travaillaient sur la longueur d’onde de 150 mètres (2 MHz) par émetteur à ondes amorties, et les deux autres radio-phares balisaient l'entrée du port du Havre. La portée radio de ces radiophares est limitée à 60 km.
- En 1919, il publie un long mémoire traitant les oscillations linéaires et non linéaires, dont le concept sera repris par Alexandre Andronov, par Balthasar van der Pol et par Philippe Le Corbeiller[13]. Il précise ainsi le concept de système auto-entretenu qu'il rapproche par analogie à  l'exemple métaphorique du vase de Tantale (siphon auto-amorceur).

## Distinctions
- 1897 : prix Gaston Planté de l'Académie des sciences[15].
- 1898 : prix Kastner-Boursault de l'Académie des sciences[16].
- 1898 : médaille John Scott décernée par la ville de Philadelphie sur proposition du Franklin Institute[17].
- 1904 : grand prix à l'exposition universelle de Saint-Louis[18].
- 1908 : prix Hébert de l'Académie des sciences[19],[20].
- 1912 : membre d'honneur de l'Institut américain des ingénieurs électriciens[21].
- 1913 : président d'honneur de la Société internationale des électriciens[8].
- 1913 : membre de l'Académie des sciences[22].
- 1914 : président d'honneur au IIe congrès de la Houille blanche[23].
- 1921 : prix Montefiore[24].
- 1922 : prix de Rouville[25].
- 1924 : médaille Mascart[26].
- 1927 : commandeur de la Légion d'honneur[27].
- 1929 : médaille Kelvin[28].
- 1932 : correspondant de l'Académie des sciences de Saint-Pétersbourg.
- 1937 : médaille Faraday.
- 1937 : médaille Gustave Trasenster[29].

## Hommages
- Comme l'écrivit lui-même André de Rouville, inspecteur général des Ponts et chaussées, directeur des Phares et balises, en 1942 : « Le Service français des Phares et balises, fidèle à sa tradition, devait à la mémoire de A. Blondel d'honorer et de perpétuer le nom d'un de ses plus éminents collaborateurs en l'attribuant à l'un de ses bateaux de service »[30]. C'est ainsi que le Service attribua en 1939[31] le nom André Blondel au baliseur Finistère construit en 1933 aux chantiers Augustin-Normand du Havre. Ce baliseur termina sa carrière maritime en 2003 à la subdivision des Phares et balises du Verdon-sur-Mer[Note 1],[32].
- Un timbre-poste à l'effigie d'André Blondel fut émis en 1942, à l'occasion de la commémoration organisée le 21 mars 1942 à la Sorbonne[33].
- Une médaille d'honneur, la médaille André Blondel, attribuée par la SEE, a été créée en 1942 pour perpétuer le souvenir de ce grand scientifique.
- Lors de la première séance que put tenir à nouveau publiquement l'Académie des sciences à la Libération le 18 décembre 1944, Louis de Broglie, secrétaire perpétuel, donna lecture d'une notice sur La vie et l'œuvre d'André Blondel[34].
- L'ouvrage hydroélectrique de Donzère-Mondragon, construit entre 1949 et 1952 sur le Rhône, a été baptisé « usine André-Blondel »[35].
- Le centenaire de la naissance d'André Blondel fut célébré le 15 mai 1963 au Conservatoire national des arts et métiers, en donnant lieu à une allocution de Louis de Broglie[36] et à des conférences commémoratives de MM. Ailleret, de Rouville (directeur honoraire du Service central des phares et balises) et Fleury[37].
- L'unité de luminance a un temps été dénommée le blondel.
- Le type d'appareil de mesure du flux lumineux basé sur l'utilisation d'une sphère intégrante est quelquefois désigné sous le nom de « lumen-mètre d'Ulbricht (de)-Blondel »[38],[39],[40].
- Son buste, réalisé par Georges Guiraud en 1943, figure dans la collection des bustes de l'École des ponts et chaussées[41].
- Un amphithéâtre de CentraleSupélec est dénommé « amphi Blondel ».
- La promotion 1989 de l'ESEO a été baptisée « promotion Blondel »[42].
- Une exposition lui a été consacrée en 2014 au musée des Arts et traditions populaires de Palinges (Saône-et-Loire)[43].
- Une place de Perrecy-les-Forges est dénommée « place André-Blondel ».
- La place du village de Grandvaux, où résidait André Blondel, et une rue de Gennevilliers portent également son nom.